# Relaksinski receptor
Relaksinski receptori su potklasa od četiri blisko srodna G protein-spregnuta receptora koji vezuju relaksinske peptidne hormone.
Sledeća lista sadrži ljudske relaksinske receptore, njihove endogene peptidne hormone, i nizvodne enzime koji ss aktiviraju ili inhibiraju dejstvom ovih receptora.
| receptor/gen | ligandi                            | aktivira | inhibira         |
| ------------ | ---------------------------------- | --- | ---------------- |
|              | Relaksin 1, Relaksin 2, Relaksin 3 | adenilat ciklaza, proteinska kinaza A, proteinska kinaza C, fosfatidilinozitol 3-kinaza, ekstracelularnim signalom regulisane kinaze (Erk1/2) |                  |
|              | Relaksin 1, Relaksin 2,            | adenilat ciklaza |                  |
|              | Relaksin 3                         | Erk1/2 signalizacija | adenilat ciklaza |
|              | Relaksin 3,                        | | adenilat ciklaza |

## Literatura
1. ↑  Bathgate RA, Ivell R, Sanborn BM, Sherwood OD, Summers RJ (2006). „International Union of Pharmacology LVII: recommendations for the nomenclature of receptors for relaxin family peptides”. Pharmacol. Rev. 58 (1): 7—31. PMID 16507880. doi:10.1124/pr.58.1.9.
2. ↑  Halls ML, van der Westhuizen ET, Bathgate RA, Summers RJ (2007). „Relaxin family peptide receptors--former orphans reunite with their parent ligands to activate multiple signalling pathways”. Br. J. Pharmacol. 150 (6): 677—91. PMC 2013861 . PMID 17293890. doi:10.1038/sj.bjp.0707140.

## Spoljašnje veze
- „Relaxin Family Peptide Receptors: Motilin”. IUPHAR Database of Receptors and Ion Channels. International Union of Basic and Clinical Pharmacology. Архивирано из оригинала 03. 03. 2016. г.
- relaxin+receptors на 